# Vláda Baracka Obamy
Vláda Baracka Obamy byla vládou USA od 20. ledna 2009 v 18:05 hodin SEČ, kdy Barack Obama složil prezidentský slib a stal se tak 44. prezidentem USA. Poté podepsal jmenovací dekrety nových členů vlády, kteří se ten den nebo v následujících dnech ujali svých úřadů. K výkonu funkcí ve vládě Spojených států amerických je vyžadován souhlas Senátu USA. Trvala do 20. ledna 2017 kdy složil slib 45. prezident Donald Trump.

## Vláda
Politický systém USA dává výkonnou moc do rukou prezidenta, který je hlavou exekutivy, a jednotliví ministři plní funkci spíše poradenskou.

### Členové vlády
| Jméno        | Foto | Úřad      | Strana       | Poznámka  |
| ------------ | ---- | --------- | ------------ | --------- |
| Barack Obama |      | Prezident | Demokratická | 2009–2017 |

| Jméno                        | Foto | Úřad                                        | Strana        | Poznámka                                                   |
| ---------------------------- | ---- | ------------------------------------------- | ------------- | ---------------------------------------------------------- |
| Hillary Clintonová           |      | Ministerstvo zahraničí                      | Demokratická  | 2009–2013                                                  |
| John Kerry                   |      | Ministerstvo zahraničí                      | Demokratická  | 2013- 2017                                                 |
| Timothy Geithner             |      | Ministerstvo financí                        | Demokratická  | 2009–2013                                                  |
| Jack Lew                     |      | Ministerstvo financí                        | Demokratická  | 2013–2017                                                  |
| Robert Gates                 |      | Ministerstvo obrany                         | Nestraník     | 2006–2011, působil ve funkci už v předchozí administrativě |
| Leon Panetta                 |      | Ministerstvo obrany                         | Demokratická  | 2011–2013                                                  |
| Chuck Hagel                  |      | Ministerstvo obrany                         | Republikánská | 2013-2015                                                  |
| Ashton Carter                |      | Ministerstvo obrany                         | Demokratická  | 2015-2017                                                  |
| Eric Holder                  |      | Ministerstvo spravedlnosti                  | Demokratická  | 2009-2015                                                  |
| Loretta Lynchová             |      | Ministerstvo spravedlnosti                  | Demokratická  | 2015-2017                                                  |
| Ken Salazar                  |      | Ministerstvo vnitra                         | Demokratická  | 2009–2013                                                  |
| Sally Jewellová              |      | Ministerstvo vnitra                         | Demokratická  | 2013-2017                                                  |
| Tom Vilsack                  |      | Ministerstvo zemědělství                    | Demokratická  | 2009-2017                                                  |
| Gary Locke                   |      | Ministerstvo obchodu                        | Demokratická  | 2009–2011                                                  |
| John Bryson                  |      | Ministerstvo obchodu                        | Demokratická  | 2011–2012                                                  |
| Penny Pritzker               |      | Ministerstvo obchodu                        | Demokratická  | 2013-2017                                                  |
| Hilda Solisová               |      | Ministerstvo práce                          | Demokratická  | 2009–2013                                                  |
| Thomas Perez                 |      | Ministerstvo práce                          | Demokratická  | 2013-2017                                                  |
| Kathleen Sebeliusová         |      | Ministerstvo zdravotnictví a sociální péče  | Demokratická  | 2009-2014                                                  |
| Sylvia Mathewsová Burwellová |      | Ministerstvo zdravotnictví a sociální péče  | Demokratická  | 2014-2017                                                  |
| Shaun Donovan                |      | Ministerstvo bytové výstavby a rozvoje měst | Demokratická  | 2009-2014                                                  |
| Julian Castro                |      | Ministerstvo bytové výstavby a rozvoje měst | Demokratická  | 2014-2017                                                  |
| Ray LaHood                   |      | Ministerstvo dopravy                        | Republikánská | 2009–2013                                                  |
| Anthony Foxx                 |      | Ministerstvo dopravy                        | Demokratická  | 2013-2017                                                  |
| Steven Chu                   |      | Ministerstvo energetiky                     | Demokratická  | 2009–2013                                                  |
| Ernest Moniz                 |      | Ministerstvo energetiky                     | Demokratická  | 2013-2017                                                  |
| Arne Duncan                  |      | Ministerstvo školství                       | Demokratická  | 2009-2016                                                  |
| John King                    |      | Ministerstvo školství                       | Demokratická  | 2016-2017                                                  |
| Eric Shinseki                |      | Ministerstvo pro záležitosti veteránů       | -             | 2009-2014                                                  |
| Bob McDonald                 |      | Ministerstvo pro záležitosti veteránů       | Republikánská | 2014-2017                                                  |
| Janet Napolitanová           |      | Ministerstvo vnitřní bezpečnosti            | Demokratická  | 2009-2013                                                  |
| Jeh Johnson                  |      | Ministerstvo vnitřní bezpečnosti            | Demokratická  | 2013-2017                                                  |

#### Členové administrativy
| Jméno                        | Foto | Úřad                                                | Strana       | Poznámka  |
| ---------------------------- | ---- | --------------------------------------------------- | ------------ | --------- |
| Joe Biden                    |      | Viceprezident                                       | Demokratická | 2009-2017 |
| Ram Emanuel                  |      | Ředitel kanceláře Bílého domu                       | Demokratická | 2009–2010 |
| William M. Daley             |      | Ředitel kanceláře Bílého domu                       | Demokratická | 2011–2012 |
| Jack Lew                     |      | Ředitel kanceláře Bílého domu                       | Demokratická | 2012–2013 |
| Denis McDonough              |      | Ředitel kanceláře Bílého domu                       | Demokratická | 2013-2017 |
| Lisa Jacksonová              |      | Ředitelka Agentury pro ochranu životního prostředí  | Demokratická | 2009-2013 |
| Gina McCarthy                |      | Ředitelka Agentury pro ochranu životního prostředí  | Demokratická | 2013-2017 |
| Peter Orszag                 |      | Ředitel kanceláře Bílého domu pro správu a rozpočet | Demokratická | 2009–2010 |
| Jack Lew                     |      | Ředitel kanceláře Bílého domu pro správu a rozpočet | Demokratická | 2010–2012 |
| Sylvia Mathewsová Burwellová |      | Ředitel kanceláře Bílého domu pro správu a rozpočet | Demokratická | 2013-2014 |
| Shaun Donovan                |      | Ředitel kanceláře Bílého domu pro správu a rozpočet | Demokratická | 2014-2017 |
| Ron Kirk                     |      | Obchodní zástupce                                   | Demokratická | 2009-2013 |
| Michael Froman               |      | Obchodní zástupce                                   | Demokratická | 2013-2017 |
| Susan Riceová                |      | Velvyslankyně USA při OSN                           | Demokratická | 2009-2013 |
| Samantha Powerová            |      | Velvyslankyně USA při OSN                           | Demokratická | 2013-2017 |